# Vizerka (usedlost)
Vizerka je zaniklá usedlost v Praze 6-Dejvicích, která původně patřila do katastru obce Nebušice. Stála západně od zámku Jenerálka.

## Historie
Usedlost z počátku 19. století tvořila původně čtyři obdélná rovnoběžná stavení. Stála v ohybu při Šáreckém potoce na jižním okraji Přírodní památky Vizerka. Sousedila s usedlostí Velká Pachmanka. Malé stavení bylo ve 20. století doplněno o novostavbu; celý areál pak zbořen a zastavěn komplexem nových budov roku 2020.